# Partia hiszpańska
Partia hiszpańska – otwarcie szachowe, które charakteryzuje się posunięciami:
1. e4 e5
2. Sf3 Sc6
3. Gb5

Partia hiszpańska jest debiutem otwartym. W klasyfikacji encyklopedii otwarć szachowych jest oznaczona kodami ECO od C60 do C99.
Jest to jedno z najwcześniej znanych otwarć. Pierwszy jego opis można znaleźć w manuskryptach z Getyngi, datowanych na 1490 rok. W literaturze anglojęzycznej partia hiszpańska jest nazywana Ruy López, na cześć szesnastowiecznego hiszpańskiego księdza Ruya Lópeza, który opisał to otwarcie w wydanej w 1561 roku książce. W późniejszych czasach nie było popularne, dopiero XIX wiek przyniósł wzrost zainteresowania tym debiutem. Pierwsze pogłębione analizy partii hiszpańskiej podał Carl Jänisch w połowie XIX stulecia. Do rozwoju debiutu znacząco przyczynili się na przełomie wieków Michaił Czigorin, Wilhelm Steinitz i Siegbert Tarrasch. Wiek XX zaowocował ogromną liczbą przeanalizowanych wariantów. Otwarciem zajmowało się wielu wybitnych szachistów, między innymi mistrzowie świata: Aleksander Alechin, Wasilij Smysłow, Anatolij Karpow i Garri Kasparow. Do dzisiaj partia hiszpańska jest najczęściej stosowanym debiutem otwartym.

## Podstawowe warianty
| Obrona Morphy'ego            | 3...a6                       |
| wariant wymienny             | 4.G:c6                       |
| nowoczesna obrona Steinitza  | 4.Ga4 d6                     |
| opóźniona obrona Schliemanna | 4.Ga4 f5                     |
| opóźniona obrona Brentana    | 4.Ga4 g5                     |
| obrona norweska              | 4.Ga4 b5 5.Gb3 Sa5           |
| obrona Møllera               | 4.Ga4 b5 5.Gb3 Gc5           |
| wariant zamknięty            | 4.Ga4 Sf6 5.O-O Ge7          |
| wariant otwarty              | 4.Ga4 Sf6 5.O-O S:e4         |
| obrona archangielska         | 4.Ga4 Sf6 5.O-O b5 6.Gb3 Gb7 |
|                              |                              |
| Warianty inne niż 3...a6     |                              |
| klasyczny                    | 3...Gc5                      |
| obrona Cozio                 | 3...Sge7                     |
| obrona berlińska             | 3...Sf6                      |
| obrona Birda                 | 3...Sd4                      |
| obrona Steinitza             | 3...d6                       |
| obrona Schliemanna           | 3...f5                       |
| obrona Smysłowa              | 3...g6                       |
| obrona Brentana              | 3...g5                       |

## Wybrana literatura
- Bill Wall (1986), 500 Ruy Lopez Miniatures, Chessco, ISBN 978-0-931462-56-6
- Glenn Flear (2000), Open Ruy Lopez, Everyman Chess, ISBN 978-1-85744-261-8
- John Shaw (2003), Starting Out: The Ruy Lopez, Everyman Chess, ISBN 1-85744-321-7
- Gary Lane (2006), The Ruy Lopez Explained, Batsford, ISBN 0-7134-8978-2
- Mihail Marin (2007), A Spanish Opening Repertoire for Black, Quality Chess, ISBN 91-976005-0-4
- Miloš Pavlović (2009), Fighting The Ruy Lopez, Globe Pequot, ISBN 1-85744-590-2